# Heliobletus
Heliobletus is een geslacht van zangvogels uit de familie van de ovenvogels (Furnariidae).

## Soorten
Het geslacht omvat de volgende soort:
- Heliobletus contaminatus – Priemsnavelxenops